# 共产党和工人党代表布加勒斯特会议

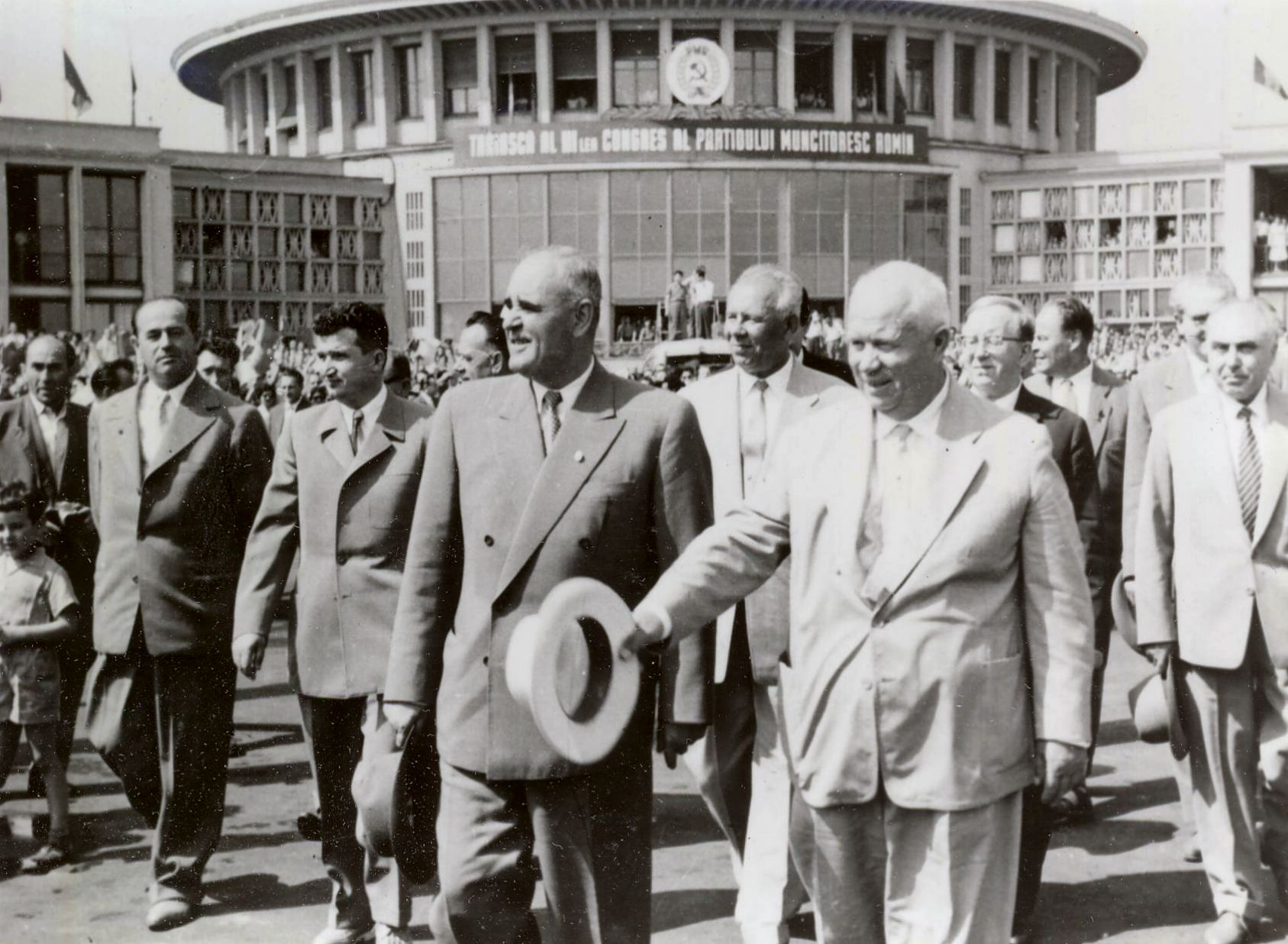
1960年6月乔治乌-德治和赫鲁晓夫在布加勒斯特伯尼亚萨机场

共产党和工人党代表布加勒斯特会议，以及社会主义国家共产党和工人党会议，是1960年6月24日至26日在罗马尼亚首都布加勒斯特召开的两场国际共产党会议，此次会议与6月20日至6月25日召开的罗马尼亚工人党第三次全国代表大会同期举行 。苏联领导人赫鲁晓夫和中共领导人彭真参加了社会主义国家共产党和工人党代表会议，会上彭真与苏联领导人赫鲁晓夫发生激烈的言语冲突。此次会议首次公开了中苏分裂。会上，阿尔巴尼亚劳动党代表希斯尼·卡博等人未追随苏联批判中共，拉近了中阿两党关系，也进一步加剧了苏阿决裂。越南共产党代表黎笋和朝鲜劳动党未表态。
会议结束后发表了一份公报, 措辞谨慎地提及中苏冲突。决议建议召开另一场会议来解决两党之间的分歧。

## 背景
1960年2月4日，华沙条约组织成员国协商会议在莫斯科召开，中共中央派康生为观察员出席。赫鲁晓夫召开这场会议的目的是为定于5月在巴黎召开的四国首脑会议（美英法苏）造势。康生在会上强调帝国主义的本性是不会改变的，不会放弃军备竞赛政策，引起赫鲁晓夫的不满。随后，赫鲁晓夫在会上以“口头通知”的形式批评中国对外对内政策。中共中央因此趁列宁诞辰90周年连发多篇文章反击，即《沿着伟大列宁的道路前进》、《列宁主义万岁》以及《在列宁的革命旗帜下团结起来》。中苏两党的论战开始。

## 筹备
1960年6月2日，在因U-2事件导致巴黎和会破产后，苏共中央致信中共中央，建议趁罗马尼亚工人党召开第三次代表大会之际举行社会主义国家共产党和工人党代表会议。中共中央原主张将会议扩大为世界共产党会议，但在苏共提出本次会议不做决议，也不发表任何正式文件后，中共同意待时机成熟后再召开世界共产党会议。

## 会议
6月24日，12个社会主义国家共产党和工人党代表会议在布加勒斯特召开，会议由罗共第一书记格奥尔基·乔治乌-德治主持。欧洲（除南斯拉夫共产主义者联盟）和亚洲的所有执政共产党均出席本次会议，即苏联共产党、德国统一社会党、匈牙利社会主义工人党、捷克斯洛伐克共产党、阿尔巴尼亚劳动党、罗马尼亚共产党、波兰统一工人党、保加利亚共产党、中国共产党、朝鲜劳动党、越南共产党和蒙古人民革命党。25日，赫鲁晓夫将出席罗共三大的各国党代表都召集起来，会议扩大为51国共产党和工人党代表会议。26日，会议闭幕并通过一份公报，决定为同年晚些时候召开的共产党和工人党国际会议设立一个文件起草委员会。

## 代表团立场
苏联代表团由尼基塔·赫鲁晓夫率领，赫鲁晓夫在会上宣扬他的“两和路线”。中国代表团由彭真率领，他以U-2击坠事件、巴黎和会的破产为例反驳苏共的路线，号召与会各党不要相信帝国主义。中共代表团抗议苏共擅自扩大会议，指责苏共代表团对中共搞了突然袭击。
阿尔巴尼亚代表团是东欧各党中唯一不支持苏共路线的共产党，尽管它也没有完全支持中共的立场。阿尔巴尼亚领袖恩维尔·霍查和总理穆罕默德·谢胡的缺席引起注意，并被视为是苏阿关系的恶化。阿尔巴尼亚代表团由政治局三号人物希斯尼·卡博率领。
越南代表团由黎笋率领，在中苏之间保持中立，朝鲜劳动党在会上也保持中立。其他与会各党都在不同程度上支持苏共路线。
东德代表团由瓦尔特·乌布利希率领，保加利亚代表团由托多尔·日夫科夫率领。
印度共产党代表团由馬基尼尼·巴薩瓦姆奈和布普佩斯·古普塔率领，他们属于党内的左派，因此在会上采取了中立的立场（相对于党内右派领袖丹吉的立场，丹吉在同月举行的世界工会联合会北京峰会上完全支持苏共）。美国共产党代表团由伊丽莎白·居莱·弗林率领，英国共产党由彼得·克里根率领。
会上还争论了大跃进和中印边境纠纷。